# Milan Pein

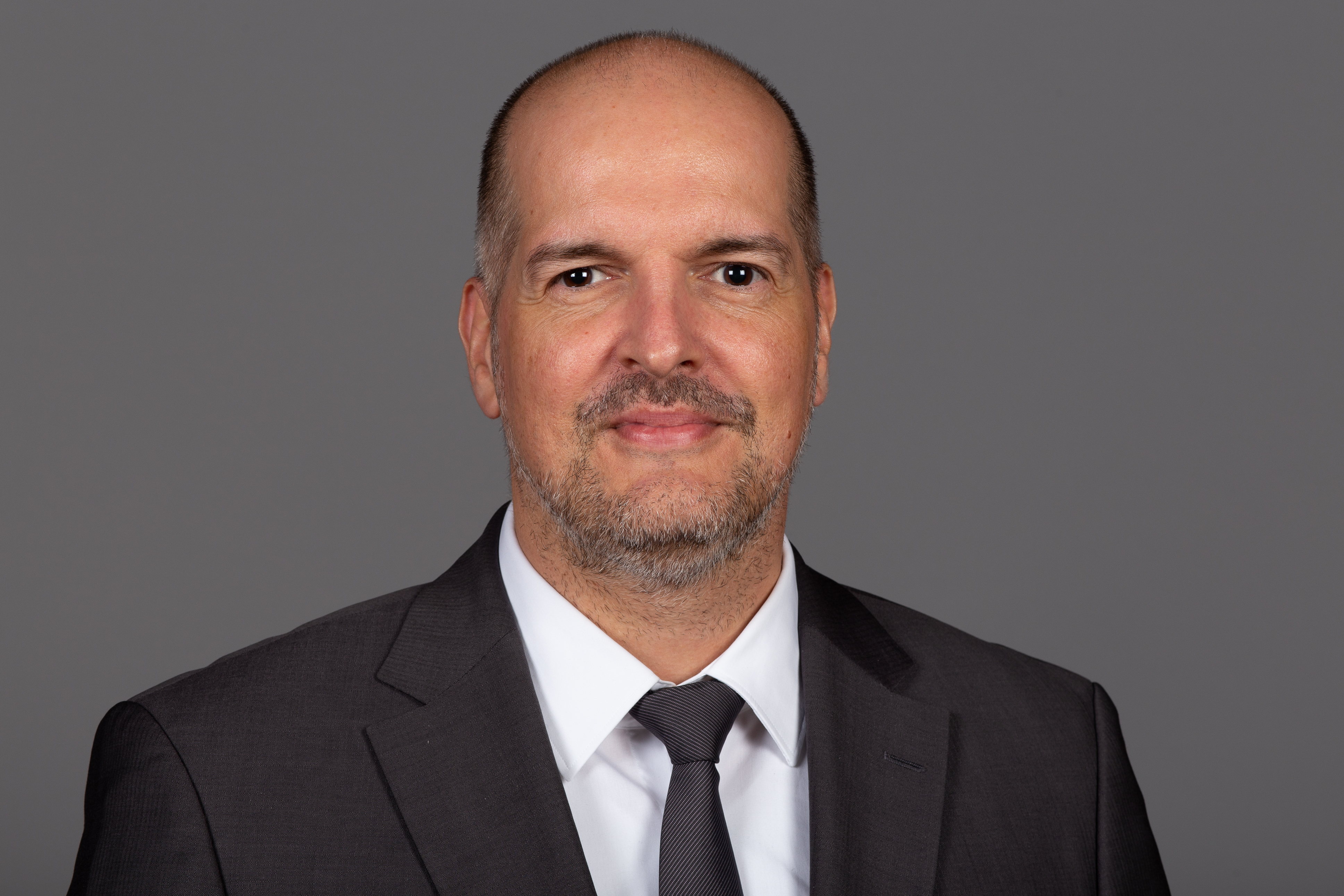
Milan Pein 2018

Milan Wilhelm Pein (* 31. Januar 1974 in Hamburg) ist ein deutscher Politiker (SPD) und Abgeordneter in der Hamburgischen Bürgerschaft.

## Leben
Milan Pein absolvierte ein Studium der Rechtswissenschaften (1993 bis 1998) an der Universität Hamburg und schloss es 1998 mit dem ersten Staatsexamen ab. Das Referendariat (2000 bis 2002) und das daran anschließende zweite Staatsexamen absolvierte er in Hamburg; er ist seit 2002 als Rechtsanwalt mit Schwerpunkt auf Markenrecht, Medienrecht und Urheberrecht in Hamburg tätig.
Seit 2009 ist Milan Pein, als Nachfolger von Jan Pörksen, Kreisvorsitzender der SPD Eimsbüttel. Außerdem ist er Mitglied im Landesvorstand der SPD Hamburg.
Er ist der Ehemann der Hamburger Senatorin für Stadtentwicklung und Wohnen Karen Pein (SPD).

## Abgeordneter
Bei der Bürgerschaftswahl 2015 erhielt er ein Mandat über die Landesliste. Er war Vorsitzender im Ausschuss für Justiz und Datenschutz, Mitglied im Haushaltsausschuss und ab dem 31. August 2017 Vorsitzender des Sonderausschusses „Gewalttätige Ausschreitungen rund um den G20-Gipfel in Hamburg“.
Am 23. Februar 2020 gelang Pein über die Landesliste seiner Partei erneut der Einzug in die Hamburgische Bürgerschaft. Er ist Haushaltspolitischer Sprecher der SPD-Fraktion, Mitglied im Haushaltsausschuss und im Ausschuss für Justiz und Verbraucherschutz. Seit dem 28. Oktober 2020 ist er Obmann der SPD-Fraktion im Parlamentarischen Untersuchungsausschuss „Cum-Ex Steuergeldaffäre“.